# San Fermo della Battaglia
San Fermo della Battaglia är en ort och kommun i provinsen Como i regionen Lombardiet i Italien. Kommunen hade 7 820 invånare (2018).
Den tidigare kommunen Cavallasca uppgick i den 1 januari 2017 i San Fermo della Battaglia.